# Hainan
|  | No s'ha de confondre amb Hai'an. |

 Hainan (?·pàg.) (xinès: 海南; pinyin: Hǎinán) és una illa del sud-est de la Xina, la més petita de les províncies de la República Popular de la Xina. Hainan té una extensió de 34.000 quilòmetres quadrats i una població de més de 9 milions de persones (2016).

## Població
Hi habiten majoritàriament membres de les ètnies Miao i Li, amb trets molt semblants als vietnamites. La religió majoritària hi és el budisme, seguida de l'Islam i el cristianisme.

## Història

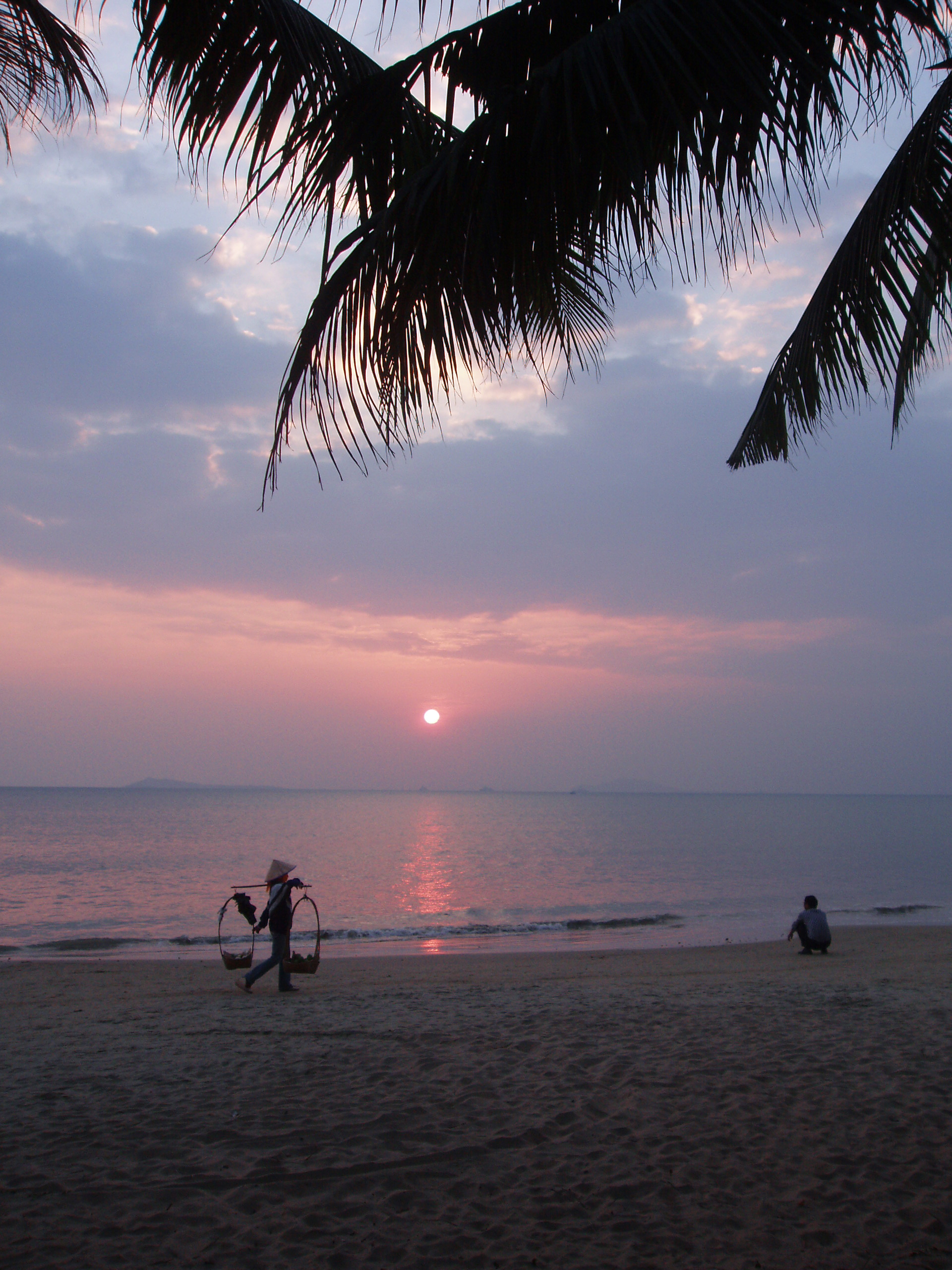
Sol ponent a una platja de Hainan

L'illa va ser conquerida per les tropes de l'emperador Qin Shihuang encara que l'exèrcit aviat la va abandonar a causa de la resistència dels Li i la falta d'atractius. Hainan va ser reconquerida per la dinastia Tang i es va convertir en lloc de bandejament.
Hainan té l'estatus de província des de l'any 1988; abans depenia de l'administració de Guangdong. Des d'aquest mateix any es considera com zona econòmica especial. És una de les províncies menys industrialitzades de tota la Xina. Actualment s'hi promociona el turisme de platja.
La divisió administrativa inclou:
- 2 prefectures:
  - Haikou (海口市 Hǎikǒu Shì), subdividit en 4 districtes:
    - Districte de Longhua (龙华区 Lónghuá Qū)
    - Districte de Xiuying (秀英区 Xiùyīng Qū)
    - Districte de Qiongshan (琼山区 Qióngshān Qū)
    - Districte de Meilan (美兰区 Měilán Qū)

  - Sanya (三亚市 Sānyà Shì)
- 16 comtats sense prefectura:
  - 6 comtats-ciutats
    - Wenchang (文昌市 Wénchāng Shì)
    - Qionghai (琼海市 Qiónghǎi Shì)
    - Wanning (万宁市 Wànníng Shì)
    - Wuzhishan (五指山市 Wǔzhǐshān Shì)
    - Dongfang (东方市 Dōngfāng Shì)
    - Danzhou (儋州市 Dānzhōu Shì)

  - 4 comtats
    - Comtat de Lingao (临高县 Língāo Xiàn)
    - Comtat de Chengmai (澄迈县 Chéngmài Xiàn)
    - Comtat de Ding'an (定安县 Dìng'ān Xiàn)
    - Comtat de Tunchang (屯昌县 Túnchāng Xiàn)

  - 6 comtats autònoms
    - Comtat Autònom de Changjiang Li (昌江黎族自治县 Chāngjiāng Lízú Zìzhìxiàn)
    - Comtat Autònom de Baisha Li (白沙黎族自治县 Báishā Lízú Zìzhìxiàn)
    - Comtat Autònom de Qiongzhong Li i Miao (琼中黎族苗族自治县 Qióngzhōng Lízú Miáozú Zìzhìxiàn)
    - Comtat Autònom de Lingshui Li (陵水黎族自治县 Língshuǐ Lízú Zìzhìxiàn)
    - Comtat Autònom de Baoting Li i Miao (保亭黎族苗族自治县 Bǎotíng Lízú Miáozú Zìzhìxiàn)
    - Comtat Autònom de Ledong Li (乐东黎族自治县 Lèdōng Lízú Zìzhìxiàn)